# L'Espace de l'art
L'Espace de l'art est une émission de télévision documentaire québécoise diffusée depuis le 29 octobre 2020 sur la chaîne Savoir média.

## Synopsis
S'interrogeant sur la place des artistes dans la société, la série expose le processus créatif d'artistes québécois issus de plusieurs disciplines : Stanley Février, Maude Arès, Sophie Breton, Chloé Savoie-Bernard, Kanen, Maude Veilleux, Khoa Lê, Jean-Pierre Aubé, Anachnid et les artistes de la compagnie projet hybris. De la musique aux arts visuels, en passant par la littérature et la danse, elle met en lumière des œuvres ainsi que les visions du monde qui les sous-tendent. L'émission n'est pas constituée d'entrevues traditionnelles, puisque ce sont les créateurs eux-mêmes qui ont été invités à se filmer librement.